# Jethro Tull (gruppo musicale)
I Jethro Tull sono un gruppo rock progressivo britannico originario di Blackpool, fondato nel 1967 dallo scozzese Ian Anderson (flauto traverso e polistrumentista). La formazione prende il nome dal pioniere della moderna agricoltura, l'agronomo Jethro Tull (1674-1741).
La loro musica è contraddistinta dalla presenza dominante del flauto traverso, suonato dal virtuoso leader Ian Anderson. Dopo un esordio all'insegna del richiamo al blues, i Jethro Tull hanno attraversato la storia del rock, sperimentando vari generi: dal folk rock all'hard rock, dal progressive rock alla musica classica. Hanno venduto più di 60 milioni di album in tutto il mondo.
Nell’aprile 2014 Anderson aveva dichiarato che i Jethro Tull come band non esistevano più e che era sua intenzione abbandonarne il nome per continuare la propria carriera solista.
Nel 2017 i Jethro Tull sono ritornati in attività.

## Storia del gruppo

### Gli inizi
Nelle sue fasi iniziali la band, capitanata sia da Ian Anderson che dal chitarrista Mick Abrahams, era sostanzialmente orientata verso il blues. Dopo essersi esibiti in alcuni club londinesi con svariati nomi, decisero di adottare "Jethro Tull" in riferimento all'omonimo agronomo britannico vissuto nel diciottesimo secolo. Tuttavia il loro singolo di debutto Sunshine Day venne erroneamente distribuito a nome "Jethro Toe".

### This Was(1968)
Il loro primo album, This Was (1968), mise in fila una serie di brani rock-blues tra cui spicca Song for Jeffrey in quanto, molto probabilmente, la più vicina allo stile che la band avrebbe preso negli anni successivi.
Nel gruppo si aprì subito una discussione sulla direzione da prendere: prevalse Ian Anderson e Mick Abrahams uscì dalla formazione andando a fondare i Blodwyn Pig con cui continuò la propria strada nel British blues.
I Jethro Tull, da qui in poi, si incamminarono lungo un percorso che flirta contemporaneamente con quattro stilemi che, con equilibri diversi nelle varie fasi della loro lunga vita, si possono individuare nella musica folk, nella musica jazz, nella musica classica, e ancora il blues, che resta comunque negli ingredienti della loro produzione.
In quel periodo militò nella formazione per un breve periodo anche Tony Iommi, chitarrista dei Black Sabbath, prima dell'arrivo del futuro compagno di lungo tempo dei Jethro Tull, il chitarrista Martin Lancelot Barre.

### Stand Up(1969)
Stand Up (1969) è il primo vero successo della formazione. Passò alla storia soprattutto per la rivisitazione di una Bourée di J.S. Bach (dalla Suite per liuto nº 1 BWV 996). Ma nel disco si ritrovavano anche brani che ripresero le altre matrici blues (A New Day Yesterday), folk (Jeffrey Goes to Leicester Square), e le ballate We Used to Know, ripresa nella progressione armonica anni dopo dagli Eagles per Hotel California, e Reasons for Waiting.
Ma la chiave del successo fu principalmente nel suono del flauto e nella personalità di Ian Anderson.
L'ingresso a pieno titolo del flauto nel rock è appunto merito soprattutto dei Jethro Tull, anche se è da ricordare qualche sprazzo dei Focus e di altri gruppi dell'epoca, fra cui i Beach Boys, i Moody Blues e i Genesis.
Nei concerti dal vivo il flauto di Anderson, oltre che strumento musicale, divenne una vera appendice del corpo del leader.

### Benefit(1970)
A un anno di distanza da Stand Up venne pubblicato Benefit (1970); l'album è incentrato sul rapporto fra Ian Anderson e la famiglia e specialmente con la sua prima moglie Jennie Franks. Il blues venne progressivamente abbandonato in favore di sonorità sempre più tendenti al folk, al jazz e al rock.
All'indomani dell'uscita di Benefit i Jethro Tull andarono incontro a un allargamento della formazione con l'ingresso di John Evan alle tastiere, strumento che apportò un decisivo impulso verso sonorità classiche.
La notorietà consolidata, l'esperienza e la bravura tecnica dei componenti consentirono ai Jethro Tull di sperimentare forme musicali dilatate spesso in forma di improvvisazioni a cavallo del jazz e della classica.
Nell'agosto del 1970 parteciparono al festival dell'Isola di Wight, esibizione da cui è poi stato tratto il live Nothing Is Easy: Live at the Isle of Wight 1970. Al termine della serie di concerti legati al tour di Benefit il bassista Glenn Cornick venne sostituito nel gruppo da Jeffrey Hammond, compagno di scuola di Anderson ed Evan e già presente nella John Evans Band.

### Aqualung(1971)
Avendo un po' deluso le attese con il precedente Benefit, l'uscita di Aqualung colse quasi di sorpresa pubblico e critica nel 1971.
L'album colpì il pubblico grazie alla celebre copertina raffigurante un barbone, molto somigliante al leader del gruppo Ian Anderson. L'immagine impressiona soprattutto per la crudezza dell'espressione e dello sguardo del volto di Aqualung, cui fa da contraltare un manifesto che reclamizza eleganti e dispendiose vacanze natalizie.
Pare che il titolo dell'album derivi dal rantolo roco del barbone simile – secondo Anderson – al rumore di un respiratore artificiale (l'Aqualung ne è un modello particolare).
Le liriche raccontarono in maniera aspra la vita di Aqualung, fallimentare a scuola come nelle relazioni interpersonali. Unico suo interlocutore possibile restò Dio al quale in punto di morte – in un ultimo rantolo rabbioso – Aqualung dedicò solo parole sprezzanti.
Aqualung e Locomotive Breath sono i brani che diventeranno dei classici del gruppo insieme a My God; quest'ultimo contiene un accordo dissonante molto efficace, e che sarebbe rimasta, anche dopo decenni, una delle canzoni più apprezzate del gruppo. Nel disco tornarono atmosfere blues e fortemente rock ad alternarsi con episodi acustici delicati. Inoltre, i testi, che composero un vero e proprio concept (nonostante Anderson stesso neghi questa caratteristica), furono una critica corrosiva alla società e alle istituzioni e diedero un ulteriore contributo a fare di Aqualung il disco più famoso dei Jethro Tull.

### Thick as a BrickeLiving in the Past(1972)
I Jethro Tull avevano raggiunto un alto indice di popolarità. Con il successivo Thick as a Brick (1972) ritentarono la carta del concept album. Qui addirittura tutta la musica è unita in una sola grande suite, separata solo dal necessario cambio di facciata del disco.
Thick as a Brick è generalmente considerato il primo album strettamente progressive dei Jethro Tull pur mantenendo, secondo lo stile del gruppo, forti connotazioni rock, blues e folk. La struttura delle tracce è inedita: il disco presentò un unico brano suddiviso in due parti (senza una reale soluzione di continuità) solo per le esigenze tecniche del vinile (e successivamente riunificato nell'edizione in CD). Lo stesso schema sarebbe stato adottato successivamente dai Jethro Tull per l'album A Passion Play. Il batterista Barriemore Barlow fece il suo ingresso nella formazione in sostituzione dell'uscente Clive Bunker, partecipando alla registrazione di Thick As a Brick ed al successivo tour promozionale.
I testi furono inizialmente presentati come opera di un bambino prodigio, il poeta Gerald Bostock, il quale è però in realtà un'invenzione dello stesso Anderson. Nell'edizione originale, la copertina fu caratterizzata da un packaging decisamente insolito: il fronte era un intero quotidiano ripiegato e sfogliabile, il St. Cleve Chronicle del 7 gennaio 1972. In prima pagina la notizia della premiazione di Gerald Bostock, poeta di solo otto anni soprannominato ironicamente il Little Milton e, all'interno, i testi dell'opera, confusi tra altri articoli.
Pare che l'idea di realizzare un concept album sia venuta a Ian Anderson in reazione ai critici che avevano etichettato come tale il precedente album del gruppo, Aqualung. Con Thick as a Brick Anderson volle prendere ironicamente le distanze dalla "moda" stessa dei concept album tipica del rock progressivo, portando l'idea al suo eccesso (un singolo, monolitico brano). I testi presentavano numerosi elementi di sarcasmo e di umorismo.
Thick as a Brick venne generalmente considerato uno dei momenti più alti della carriera dei Jethro Tull e un perfetto esempio del particolarissimo approccio del gruppo al rock progressivo. Una versione ridotta di questa lunghissima suite costituì uno degli appuntamenti fissi delle esibizioni dal vivo del gruppo (celebre in particolare la versione live sul doppio Bursting Out).
Della capacità strumentale e improvvisativa si ascolta riprova nella facciata live contenuta nel doppio (greatest hits con inediti) Living in the Past (1972), celebrazione antologica, di grande successo tra i fan, del primo periodo del gruppo. Nel disco sono contenuti infatti molti pezzi inediti composti negli anni precedenti, molti dei quali saranno poi inclusi nelle riedizioni degli album come bonus track.

### A Passion Play(1973)
Dopo Thick as a Brick iniziò un periodo nero per i Jethro Tull. Il successivo A Passion Play (1973) venne accolto malissimo. L'opera si incentrava attorno alla storia di un certo Ronnie Pilgrim il quale, dopo morto, sperimenta il giudizio e l'aldilà, visitando paradiso e inferno, per poi rinascere. La storia nasconde in realtà una miriade di allegorie e allusioni che fanno di A Passion Play (in italiano Mistero Sacro) il disco, sia dal punto di vista musicale che concettuale, più complesso nella storia della formazione. L'album divise pubblico e critica: gli ammiratori della formazione lo ritennero un prodotto di livello altissimo, i critici ne misero in risalto il carattere ambizioso e monotono. Ciononostante, negli Stati Uniti le classifiche di Billboard lo videro raggiungere il primo posto.

### War Child(1974)
Non fu un enorme successo nemmeno War Child (1974); inizialmente accolto positivamente dalla critica, fu poi accantonato dai più e tuttora è considerato, nonostante l'ottima qualità dei brani, un album inferiore rispetto ai classici. Nel progetto iniziale War Child doveva essere un doppio album come colonna sonora di un film, una commedia nera metafisica su una ragazza che nell'aldilà incontrava personaggi come Dio, San Pietro e Lucifero.
Il disco, ridotto a un singolo album con dieci tracce, mostrò un certo allontanamento dai canoni del rock progressivo (e del rock in generale), a favore di una più forte commistione con la musica folk e popolare; vi fu in particolare la rilevanza acquisita dallo strumento della fisarmonica e i riferimenti alla musica da ballo.

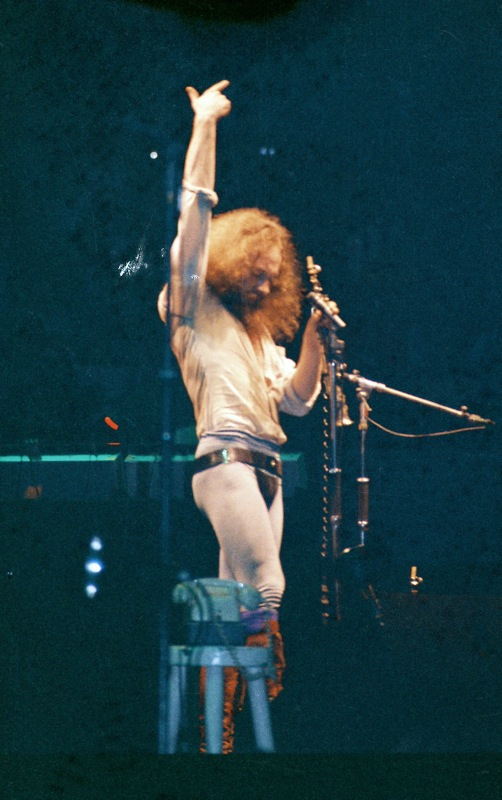
Ian Anderson in concerto nel 1973

### Minstrel in the Gallery(1975)
I Jethro Tull ebbero migliori esiti con il successivo Minstrel in the Gallery che ricevette delle recensioni prevalentemente positive. Dopo War Child, Minstrel in the Gallery confermò la scelta musicale dei Jethro Tull consistente nell'inserimento di elementi d'orchestra quali fiati e viole nella costruzione del sound di sfondo di ogni singolo brano.
A seguito di Minstrel in the Gallery, il bassista Jeffrey Hammond abbandonò il gruppo (sostituito da John Glascock, proveniente dai Carmen) per dedicarsi alla pittura, attività che svolgeva prima del coinvolgimento musicale.

### Too Old to Rock 'n' Roll: Too Young to Die!(1976)
Too Old to Rock 'n' Roll: Too Young to Die! fu un vero e proprio epitaffio; la storia di Ray Lomas, narrata nel bel fumetto della reinterpretazione e nei testi dell'album, propose una visione nostalgica e solo marginalmente ottimistica della vita di una generazione invecchiata fra musica e motociclette e ormai «troppo vecchia per il R&R ma troppo giovane per morire». L'album, noto anche semplicemente come Too Old to Rock 'n' Roll, partiva da un progetto molto ambizioso: così come War Child, era stato pensato come colonna sonora per un film mai realizzato o per un musical teatrale. Con questo obiettivo iniziale, Ian Anderson insieme a David Palmer cominciò nel 1975 a scrivere le canzoni che poi divennero i brani di Too Old to Rock 'n' Roll: Too Young to Die!.

### Songs from the Wood(1977)
Songs from the Wood (1977), apprezzato da critica e pubblico, fu un album semplice ma pieno di ottimi brani, diretti e non involuti in pretenziosi concetti inaccessibili ai più. Sgombrato il campo dalle pretese di grandeur, tornato con i piedi per terra, Ian Anderson scoprì che vi erano belle canzoni da suonare e i Jethro Tull ripresero il loro cammino. Lontana dalla giovinezza di Stand Up, la formazione ormai non aveva nulla da chiedere o pretendere in termini di sperimentazione o improvvisazione.

### Heavy Horsese i due album dal vivo (1978)
Heavy Horses fu l'undicesimo album in studio dei Jethro Tull. Le canzoni scritte da Ian Anderson toccarono la tematica della diminuzione progressiva del lavoro dei cavalli nei campi, sostituiti da trattori e macchine meccaniche. Seguì la linea acustica di Songs from the Wood, anche se non mancano i riff di chitarra elettrica di Martin Barre, come ad esempio in No Lullaby. La title track Heavy Horses è tra i brani di maggior successo di sempre dei Jethro Tull e venne riproposta in maniera frequente nei concerti degli anni a venire.
Bursting Out fu il primo live del gruppo. Venne pubblicato nel 1978, a dieci anni di distanza dal loro esordio discografico This Was. Le tracce vennero registrate in occasione del tour europeo di Heavy Horses fra il maggio e il giugno del 1978.
Il gruppo si presentò con la formazione classica del 1978, con gli storici Ian Anderson e Martin Barre, John Evan e David Palmer alle tastiere, John Glascock al basso e Barriemore Barlow alla batteria.
Dello stesso periodo restò celebre un'esibizione al Madison Square Garden di New York, prima diretta televisiva transoceanica in assoluto, successivamente (più di trent'anni dopo nel 2009) pubblicata nell'album Live at Madison Square Garden 1978.

### Stormwatch(1979)
Stormwatch formò con Songs from the Wood e Heavy Horses la cosiddetta trilogia folk del gruppo.
In Stormwatch il tema predominante fu il rapporto fra uomo e natura, visto con un certo pessimismo. In particolare venne condannato il comportamento dell'uomo interessato soltanto alla crescita economica anche a discapito dell'ambiente, senza pensare alle conseguenze negative che questo avrebbe sulla stessa umanità. E il titolo dell'album derivò proprio da quest'idea: sulla copertina è visibile Ian Anderson con un binocolo mentre "guarda" (watch) una "tempesta" (storm) in arrivo. Questa tempesta rappresenta ovviamente il risultato del disinteresse dell'uomo nei confronti della natura.
La registrazione del disco fu segnata da un'atmosfera cupa, dovuta ai problemi di cuore del bassista John Glascock. Glascock morì il 17 novembre 1979 mentre il gruppo si trovava a San Diego per un concerto. Dal vivo il ruolo di bassista venne affidato a Tony Williams prima, e successivamente a Dave Pegg, futuro bassista del gruppo.
Stormwatch segnò la fine di un'epoca a causa della morte di Glascock e per l'abbandono contemporaneo dal gruppo del tastierista John Evan, del batterista Barriemore Barlow e dell'arrangiatore orchestrale e tastierista David Palmer, storici membri dei Jethro Tull per tutti gli anni settanta.

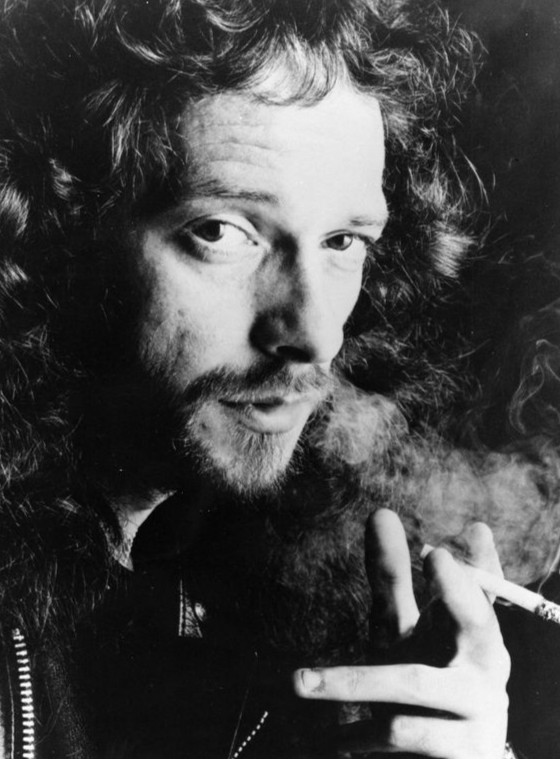
Anderson nel 1977

### AeSlipstream(1980-1981)
Gli anni ottanta si aprirono all'insegna dell'elettronica. Dopo la morte di Glascock e l'abbandono di John Evan, Barriemore Barlow e David Palmer, nel 1980 la Chrysalis Records chiese a Ian Anderson di realizzare un album solista contenente alcune delle canzoni acustiche registrate durante gli anni precedenti. Tuttavia Anderson pensò che sarebbe stato più opportuno comporne di nuove. Fu così che iniziò il lavoro servendosi di Martin Barre alla chitarra e Dave Pegg (Peggy per gli amici) al basso. L'idea di Anderson era però un album basato essenzialmente sul suono delle tastiere e dei sintetizzatori, tipico di quegli anni, tuttavia decisamente rivoluzionario per quanto riguarda il classico "suono Jethro". Fu così che decise di contattare Eddie Jobson, ex Roxy Music e Frank Zappa, il quale portò con sé l'amico batterista Mark Craney.
Una volta finite le registrazioni la casa discografica scelse, al contrario di Anderson, di chiamare A il nuovo album dei Jethro Tull.
Nel 1981 venne pubblicato il primo video della band, dal titolo Slipstream. Fu un'opera alquanto originale, che presentò alcuni pezzi storici della band, come Sweet Dream e Too Old to Rock 'n' Roll: Too Young to Die! sotto forma di video musicale, e brani dal vivo registrati durante il tour di A con Ian Anderson, Martin Barre, Dave Pegg, Eddie Jobson e Mark Craney.

### The Broadsword and the Beast(1982-1983)
Significativo esempio di fusione tra musica rock, elettronica, folk e hard fu l'album The Broadsword and the Beast (1982), anche conosciuto semplicemente come Broadsword, che vide l'innesto del talentuoso Peter-John Vettese alle tastiere e di Gerry Conway alla batteria. Broadsword fu un misto di sound elettronico e strumenti acustici, punto d'incrocio tra i sintetizzatori dominanti nella musica degli anni ottanta e lo stile folk che i Jethro Tull avevano seguito nella decade precedente.
Il tour di Broadsword and the Beast fu l'ultimo portato in scena con grande teatralità da parte del gruppo. Il set, completamente arredato per sembrare una nave da pirati, venne successivamente considerato da Ian Anderson alquanto sciocco, come da lui stesso espresso nel 2005 nelle note della edizione rimasterizzata del CD.
Nel 1983 Ian Anderson pubblicò un album solista dal titolo Walk Into Light, dove si avvalse della presenza di Peter-John Vettese. I fan si aspettavano un disco prevalentemente acustico ma queste attese furono deluse, trattandosi di un prodotto letteralmente dominato dall'elettronica, con l'uso di tastiere, sintetizzatori, sequencer, campionatori e la drum machine.

### Under WrapseA Classic Case(1984-1986)
Quando nel 1984 uscì Under Wraps, critica e pubblico si trovarono davanti un album fortemente dominato dai sintetizzatori e dalle programmazioni elettroniche di Peter Vettese (tra l'altro coautore delle musiche, insieme a Martin Barre e, ovviamente, Ian Anderson), le cui principali caratteristiche furono la totale assenza di un batterista (sostituito completamente dalla drum machine) e lo scarso utilizzo del flauto traverso e della chitarra folk, strumenti simbolo di tutta la produzione del gruppo sino ad allora. Tutte queste particolarità lo differenziarono completamente dai lavori precedenti e lo resero, senza dubbio, l'album dal sound meno Jethro del complesso. La carenza di un batterista fu successivamente colmata, durante il tour di Under Wraps, con l'ingresso nella formazione dello statunitense Doane Perry.
Under Wraps si rivelò il disco più difficile in assoluto da riprodurre dal vivo, sia dal punto di vista strumentale che soprattutto da quello vocale. In quel periodo Anderson cominciò a soffrire di diverse malattie alla gola (già negli anni precedenti la voce dell'artista aveva subito un calo anche se leggero) e alle corde vocali, dovute probabilmente a un uso sconsiderato della propria voce essendo egli un cantante fai-da-te che non aveva mai studiato particolari tecniche di canto o di modulazione della voce. Arrivò anche a subire un'operazione alle corde vocali ma questo non migliorò la situazione. Da quell'anno la sua voce ebbe dei progressivi peggioramenti, divenendo sempre più limitata, fatto riscontrabile nei successivi dischi e durante le successive esibizioni live. Tutto ciò lo costrinse a un periodo di riposo forzato, interrotto solo in occasione di un concerto celebrativo per il trecentesimo anniversario della nascita di Johann Sebastian Bach, autore, fra l'altro, della Bourée divenuta un cavallo di battaglia del gruppo.
Unico lavoro di questo periodo fu A Classic Case, disco completamente strumentale composto da vecchie canzoni del gruppo con arrangiamenti orchestrali eseguiti dalla London Symphony Orchestra diretta da David Palmer.

### Crest of a Knave(1987)
Nel 1987 i Jethro Tull pubblicarono Crest of a Knave, considerato in un certo senso l'album della rinascita del gruppo.
In effetti, i primi anni ottanta segnarono una sorta di declino e, in seguito ad Under Wraps, sembrava che la band dovesse sciogliersi. Ma dopo tre anni dall'uscita del precedente album, Ian Anderson, che in seguito all'abbandono di Peter-John Vettese ricoprì anche il ruolo di tastierista, riuscì a sfornare finalmente un nuovo disco che mise d'accordo i fan, cosa che non succedeva da ormai una decina d'anni circa.
Crest of a Knave non fu un album caratterizzato dall'elettronica come lo erano i precedenti. Tornarono infatti prepotentemente il flauto traverso e i riff di chitarra elettrica. Durante i concerti dal vivo, come avvenne per i brani di Aqualung e Thick as a Brick, canzoni come Farm on the Freeway e Budapest divennero, da questo momento in poi, appuntamenti classici fissi.
Il risultato fu un successo tanto da restituire fama e lustro alla formazione. Il disco vinse il Grammy Award per il miglior prodotto heavy metal dell'anno, nel 1989. Questo evento creò una certa confusione dal momento che nessuno considerava, a ragione, i Jethro Tull come un gruppo heavy metal, tanto che la Chrysalis Records consigliò alla band di non presentarsi nemmeno alla consegna dei premi, dato che gli altri concorrenti in corsa per il premio erano i molto più quotati Metallica, Jane's Addiction e AC/DC.
I Jethro Tull, al crocevia con così diverse componenti musicali, finirono anche per fondare una specie di alleanza con altre formazioni folk rock inglesi quali ad esempio i Fairport Convention con cui per lunghi tratti ebbero in comune Dave Pegg al basso.

### 20 Years of Jethro Tull(1988)
L'anno 1988 segnò il ventesimo anniversario dalla nascita della band, nata nel 1968. Inizialmente la Chrysalis, la casa discografica che curava gli interessi del gruppo, non ebbe intenzioni particolari per celebrare l'evento ma, spinta da diverse lettere da parte degli ammiratori, decise di pubblicare del materiale inedito.
Nacque così la raccolta 20 Years of Jethro Tull. Due fra i più grandi appassionati della band, David Rees e Martin Webb, crearono una collezione che sarebbe stata sicuramente di alto gradimento. Il risultato fu un set di tre dischi per un totale di sessantacinque canzoni, con inediti, brani live, successi e un fascicolo ricco di fotografie e storia del gruppo.
I tre dischi del boxset furono:
1. The Radio Archives and Rare Tracks
2. Flawed Gems and the Other Side of Tull
3. The Essential Tull

A corredo di questo corposo cofanetto, effettivamente molto apprezzato da fan e critica, venne pubblicato un video dallo stesso titolo, con interviste e video musicali della band.

### Rock Island(1989-1990)
Il filone hard rock intrapreso con Crest of a Knave proseguì con Rock Island del 1989; album che, nonostante la buona qualità dei brani, non riuscì a ottenere il medesimo successo del precedente lavoro. Questo disco ebbe la particolarità di suscitare diverse polemiche per le esplicite allusioni sessuali del brano Kissing Willie.

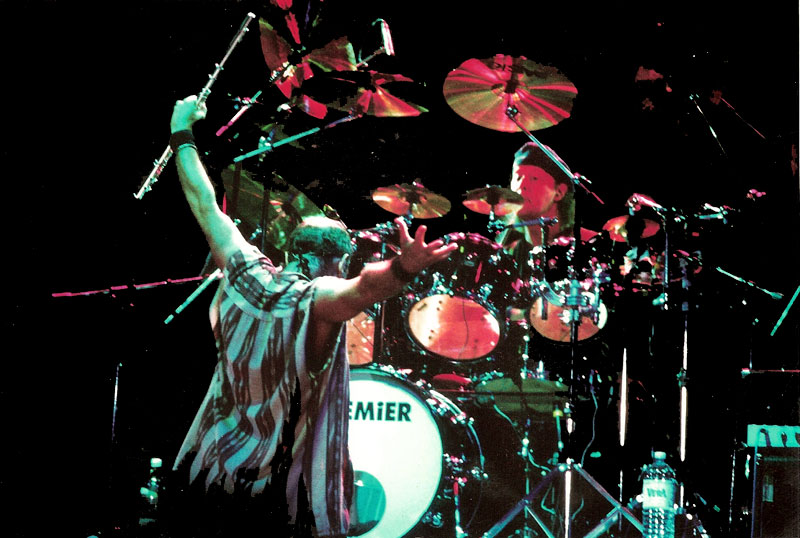
Jethro Tull in concerto nel 1998

### Catfish RisingeA Little Light Music(1991-1992)
Gli anni novanta videro il progressivo allontanamento di Dave Pegg e l'arrivo del tastierista Andrew Giddings. In quegli anni vi fu un ritorno a ritmi jazz e blues nel disco Catfish Rising (1991). L'intenzione di Anderson fu quella di abbandonare il suono dei sintetizzatori che aveva caratterizzato i dischi degli anni ottanta e registrare pezzi meno impegnati, più leggeri e umoristici. Per raggiungere quest'obiettivo gli strumenti acustici si presentarono molto più adatti.
Il risultato fu un disco con reminiscenze blues, quasi sulle tracce di This Was, anche se lo stesso Anderson sostenne più volte che non era assolutamente questa la sua intenzione.
Nel 1992 venne pubblicato un CD live dal titolo A Little Light Music, tratto dal tour di Catfish Rising e principalmente acustico. Alla batteria fu presente Dave Mattacks, altro componente, insieme a Dave Pegg, dei Fairport Convention. Martin Barre pubblicò un disco solista dal titolo A Summer Band.

### Venticinquesimo anniversario eNightcap(1993-1994)
Nell'anno del venticinquesimo anniversario dalla nascita della band venne pubblicato un nuovo cofanetto dal titolo 25th Anniversary Box Set composto da quattro album.
Oltre al 25th Anniversary Box Set e al doppio CD The Anniversary Collection, la Chrysalis pubblicò Nightcap, un apprezzatissimo doppio CD contenente materiale inedito registrato negli anni fra il 1972 e il 1991.
Il primo CD, chiamato My Round, conteneva le registrazioni effettuate nel 1972 allo Château D'Hérouville, in Francia, materiale che fu in seguito riarrangiato e riadattato in A Passion Play. Registrazioni che tutti credevano andate perdute ma che lo stesso Ian Anderson riuscì a scovare.
Il secondo CD, chiamato Your Round, conteneva invece registrazioni di tracce inedite ma che poi sarebbero state reinserite nelle rimasterizzazioni dei vari album.
Nel 1994 venne prodotto anche un video dal titolo A New Day Yesterday: 1969-1994 The 25th Anniversary Collection che comprese video, interviste e brani dal vivo. Martin Barre realizzò un album solista dal titolo A Trick Of Memory.

### Roots to Branches(1995-1998)
Roots to Branches (1995) può considerarsi come l'album della piena maturità del gruppo. Presenta un ritorno allo stile degli anni settanta, con reminiscenze folk, ma soprattutto una novità che colpì particolarmente: l'influenza della musica asiatica che rese il disco molto "orientaleggiante".
Ritornarono prepotentemente i temi scottanti della religione, in particolare la title track trattò del fenomeno sempre più attuale della distorsione da parte dell'uomo per il proprio tornaconto dei veri insegnamenti della religione. Da qui il titolo Roots to Branches, che letteralmente significa dalle radici ai rami, dove le radici erano evidentemente i concetti originari e i rami costituivano le loro distorsioni successive.
Un album quindi, che segna un ritorno a testi sociali e impegnati.
Per l'atmosfera che richiama, l'album venne accostato a Benefit, Heavy Horses, Broadsword e Rock Island, i cosiddetti dark album.
I testi e la musica furono inoltre estremamente complessi e per questo motivo non facilmente accessibili da molti fan.
Ciononostante un album di successo tra gli stessi.
Venne inoltre pubblicato un disco solista di Ian Anderson dal titolo Divinities: Twelve Dances with God (1995). I dodici brani di Divinities furono interamente strumentali e studiati per essere eseguiti da flauto e orchestra. Furono presenti Andrew Giddings alle tastiere e Doane Perry alle percussioni, oltre ad altri sette musicisti della Royal Philharmonic Orchestra di Londra.
Martin Barre pubblicò nel 1996 un disco solista dal titolo The Meeting, con al basso il futuro membro del gruppo Jonathan Noyce.

### J-Tull Dot ComeLiving with the Past(1999-2002)
L'influenza musicale del mondo asiatico fu presente anche in J-Tull Dot Com del 1999; un album non di forte ispirazione concettuale ma che denotò l'abilità di Anderson e compagni a trattare i più svariati argomenti. La title track parla infatti di due innamorati lontani fra loro per lavoro, che hanno come unico mezzo d'incontro internet. J-Tull Dot Com (letteralmente "J-Tull punto com") fu anche il link del sito internet della band: www.j-tull.com. Il bassista Jonathan Noyce, con il gruppo già dal 1996, fece il suo debutto ufficiale in studio in questo disco. In J-Tull Dot Com|Dot Com è presente, al termine del disco, una ghost track che fu il brano che diede il titolo al disco solista di Ian Anderson The Secret Language of Birds, pubblicato nel 2000.
Il primo album che uscì negli anni duemila fu Living with the Past. Si trattò di un disco formato da brani tratti da concerti dal vivo, registrazioni televisive e dalla reunion dei membri del 1968 per l'esecuzione live di alcune canzoni prese da This Was, tra cui Some Day the Sun Won't Shine for You. Living with the Past (album) fu accompagnato anche dall'omonimo DVD contenente molti dei brani già presenti nel CD con l'aggiunta di altri.

### The Jethro Tull Christmas Album(2003)
A distanza di quattro anni dall'ultima fatica in studio nel 2003 uscì The Jethro Tull Christmas Album, album di carattere natalizio, con diversi brani della band riproposti in nuove versioni e alcuni pezzi inediti. Nel Christmas Album si poterono trovare rimembranze del suono che rese il gruppo popolare fra il pubblico. Vennero riproposti brani come Bourée e Another Christmas Song accanto a nuove composizioni, di cui molte strumentali. L'album vide inoltre la presenza di due ospiti d'eccezione: Dave Pegg, di ritorno al basso dopo il suo abbandono con Roots to Branches, e James Duncan, figlio di Ian Anderson, alla batteria. L'idea di quest'album è stata partorita da Len Fico, capo della casa discografica Fuel 2000, il quale suggerì a Ian Anderson, nel Natale 2002, l'opportunità di registrare un nuovo album dal clima natalizio.
Fu così che Anderson si mise subito al lavoro riproponendo pezzi già editi in precedenti album ma anche canzoni nuove. Ben sette brani su sedici sono strumentali, tra i quali il pezzo in chiusura, A Winter Snowscape, composto da Martin Barre e inserito anche nel suo album Stage Left (2003) in un'altra versione.
L'album solista di Ian Anderson Rupi's Dance (2003) venne pubblicato nello stesso anno in cui uscì il disco di Martin Barre, Stage Left. Esso precedette, inoltre, di un solo mese la pubblicazione del Christmas Album, infatti al suo interno è possibile trovare la traccia Birthday Card at Christmas che aprirà poi l'album natalizio.

### Anniversari e pubblicazioni live (2004-2011)
A partire dal 2004 i Jethro Tull trascorsero un periodo in cui non pubblicarono nessun nuovo lavoro in studio. In compenso, però, furono pubblicati ufficialmente numerosi concerti che la band eseguì nei decenni passati e prodotte le versioni Collector's Edition dei primi cinque album della formazione che inclusero nuovi remix e bonus track in studio e dal vivo.
Nel 1970 I Jethro Tull avevano preso parte al festival della musica rock sull'Isola di Wight insieme ad altri grandi gruppi musicali dell'epoca. Nel 2004 il concerto venne pubblicato su un album e un DVD dal titolo Nothing Is Easy: Live at the Isle of Wight 1970. La formazione era quella del disco Benefit, con Ian Anderson, Martin Barre, Glenn Cornick, Clive Bunker e John Evan.

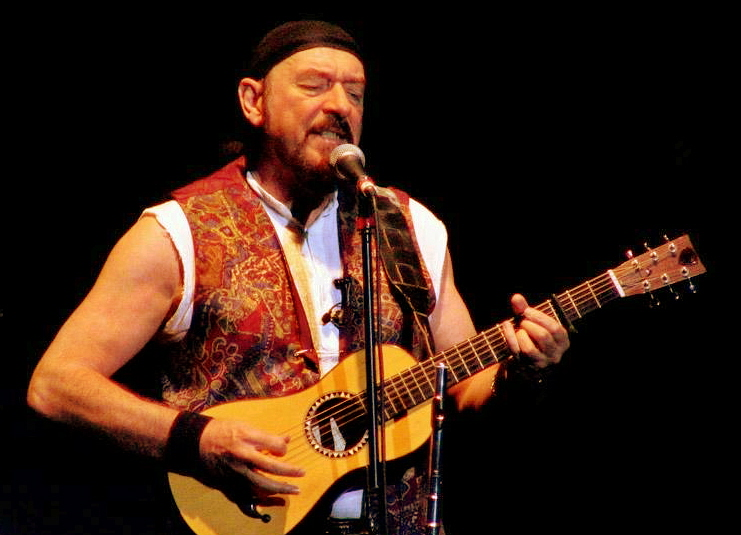
Ian Anderson nel 2006

Nel 2005 venne prodotto il disco Aqualung Live, versione dal vivo del celebre album del 1971 registrata nel 2004 dalla formazione dei primi anni duemila: Ian Anderson, Martin Barre, Doane Perry, Jonathan Noyce ed Andrew Giddings. L'esibizione fu riservata a un'audience di quaranta invitati negli XM Studios di Washington. L'intero incasso del disco venne poi donato in beneficenza ad associazioni benefiche in favore dei senzatetto.
In occasione del noto Montreux Jazz Festival, i Jethro Tull tennero un concerto nel 2003 a Montreux, in Svizzera. Quattro anni dopo, nel 2007, questa esibizione venne pubblicata su CD e DVD nell'album dal titolo Live at Montreux 2003. Fu un prodotto molto ben accolto dai fan, in quanto l'acustica, soprattutto della sezione ritmica, fu davvero notevole. L'intero repertorio del gruppo, da This Was a The Jethro Tull Christmas Album, fu portato in scena con esecuzioni impeccabili.
Tra il 2006 e il 2007 sia il tastierista Andrew Giddings che il bassista Jonathan Noyce lasciarono il complesso. La formazione vide quindi l'ingresso nel gruppo del nucleo di musicisti che faceva da supporto agli album solisti di Ian Anderson: il bassista David Goodier, il tastierista e arrangiatore orchestrale John O'Hara, il batterista James Duncan (già presente in The Jethro Tull Christmas Album) e il chitarrista Florian Opahle.
L'esibizione dei Jethro Tull tenutasi nel 1978 al Madison Square Garden di New York, prima diretta televisiva mondiale transoceanica, venne proposta nel 2009 in un box (CD+DVD) della EMI, dal titolo Live at Madison Square Garden 1978. Nel CD e nell'omonimo video si ripercorre la serata di trentuno anni prima dove la classica line-up degli anni settanta formata da Anderson, Barre, Evan, Palmer e Barlow, con l'aggiunta del bassista Tony Williams in sostituzione dello sfortunato John Glascock, ripropose il classico repertorio presente anche nel primo live del gruppo Bursting Out, pubblicato lo stesso anno. Nel 2009, il disco Live - Christmas at St Bride's 2008 venne incluso con la ristampa di The Jethro Tull Christmas Album, mentre il concerto tenuto nel 2008 a Basilea, in Svizzera venne pubblicato nel 2009 nel DVD Live at AVO Session Basel.
Dagli archivi del gruppo venne poi estratto un video di esibizioni dal vivo tenutesi in Germania dal titolo Jack in the Green: Live in Germany 1970-1993 (2008). I concerti principali vennero tratti dal Rockpop Concert del 1982 e dall'Out in the Green del 1986, senza dimenticare incursioni negli anni settanta con la formazione classica di Stand Up e Benefit. Nel corso del 2013 venne quindi pubblicato il video Around the World Live, con quattro DVD contenenti esibizioni dal vivo a partire dall'anno 1970 fino al 2005, in diverse località del mondo.
Il 2008 fu l'anno del quarantesimo anno di carriera artistica dei Jethro Tull. Per festeggiare l'evento venne organizzato un grande tour mondiale e venne pubblicata una versione deluxe rimasterizzata in doppio CD del primo album della band: This Was "40th Anniversary Collector's Edition".
La pubblicazione ufficiale celebrativa dei quarant'anni di attività del gruppo fu il doppio DVD documentario Classic Artists - Their Fully Authorised Story. Il filmato vide la presenza di molti degli storici membri della formazione che illustrarono la lunga storia dei Jethro Tull attraverso un percorso narrativo che partiva dai primi anni sessanta sino ad arrivare agli anni duemila.
In seguito fu pubblicata una versione deluxe rimasterizzata in doppio CD + DVD del secondo album della band: Stand Up "Collector's Edition" (2010) e venne celebrato il quarantesimo anniversario (2011) di Aqualung, l'album di maggior successo, con l'uscita di due versioni del disco: la 40th Anniversary Collector's Edition e la Special Edition. Entrambe riproposero i brani di Aqualung rimasterizzati e remixati su doppio CD, con l'aggiunta di diversi brani extra e, nel caso della 40th Anniversary Collector's Edition, la riproposizione del disco in vinile, in DVD e in Blu-Ray.

### Inattività e carriera solista dei membri (2012-2016)
Dal 2011 la band si trovò in una condizione di inattività. Il 1º febbraio 2012 Ian Anderson annunciò tramite il sito ufficiale dei Jethro Tull un sequel di Thick as a Brick, dal titolo Thick as a Brick 2, un concept album progressive rock degno del suo predecessore. La tematica del concept fu "dal ragazzino all'uomo e oltre". L'album fu incentrato quindi su quello che potrebbe essere accaduto al bambino poeta Gerald Bostock nella vita adulta. Venne pubblicato il 2 aprile 2012 e accreditato come album solista di Ian Anderson.
In occasione del quarantennale di Thick as a Brick, il 5 novembre 2012 il disco dei Jethro Tull venne ristampato in vinile, con un nuovo mixaggio. Accanto al classico disco del 1972 vi fu anche la versione in vinile di Thick as a Brick 2. Thick as a Brick 40th Anniversary Collector's Edition con il remixaggio del 2012, ad opera di Steven Wilson, venne pubblicato anche in versione CD+DVD.
Tra il 2012 e il 2013 Ian Anderson, accompagnato dalla sua band solista, portò in giro per il mondo il tour Thick as a Brick 1&2 Live e The Best of Jethro Tull Live. Martin Barre, allo stesso modo, eseguì diversi concerti solisti e non partecipò al progetto Thick as a Brick 2.
In seguito, come accaduto in precedenza per Aqualung, Thick as a Brick, Stand Up e This Was, furono pubblicate le versioni Collector's Edition in CD, DVD e LP di Benefit (2013), A Passion Play (2014), War Child (2014) e Minstrel in the Gallery (2015) con nuovo mixaggio ad opera di Steven Wilson.
Nel 2013 venne inoltre pubblicato un disco di Martin Barre dal titolo Away with Words, che presentò in gran parte dei rifacimenti di alcuni classici dei Jethro Tull, come Hymn 43 o One Brown Mouse, ai quali si accompagnarono brani dello stesso Barre dal sapore celtico. L'album contenne anche due brani esclusivamente di Barre: All Bars Hold e Sundown.
Il 5 luglio 2013 Ian Anderson annunciò tramite il sito ufficiale dei Jethro Tull la realizzazione di un nuovo album solista. Il 23 novembre 2013 venne rivelato che il titolo dell'album sarebbe stato Homo Erraticus. Il concept album folk/progressive rock riprese la storia di Gerald Bostock, il protagonista di Thick as a Brick, raccontando le strane fantasie successive alla visita all'Old Library Bookshop nel villaggio di Linwell e il ritrovamento di un polveroso manoscritto inedito, redatto dallo storico dilettante locale Ernest T. Parritt (1873 -1928), dal titolo "Homo Britannicus erraticus". Homo Erraticus venne pubblicato il 14 aprile 2014.
In un'intervista del mese di aprile 2014, in seguito alla pubblicazione del disco solista Homo Erraticus, Anderson annunciò che da quel momento in avanti ogni sua nuova pubblicazione sarebbe stata immessa sul mercato con il proprio nome. Anderson dichiarò, inoltre, che i Jethro Tull «sono arrivati praticamente alla fine nel corso degli ultimi 10 anni o giù di lì» ed espresse la sua preferenza nel voler usare il proprio nome per la maggior parte delle successive pubblicazioni, essendo il compositore di quasi tutta la musica dei Jethro Tull dal 1968.

### 50º Anniversario (2017-2021)
Nel settembre del 2017, Ian Anderson annunciò i piani per il cinquantesimo anniversario della pubblicazione del loro primo disco This Was e un tour celebrativo nel 2018. La formazione comprese Ian Anderson, Scott Hammond, Florian Opahle, John O'Hara e David Goodier, tutti musicisti della band solista di Ian Anderson, a partire dal 2012. Il chitarrista Florian Opahle lasciò la band alla fine del 2019, dopo 15 anni di concerti, come membro della band solista di Ian Anderson e dei Jethro Tull. Il chitarrista Joe Parrish venne annunciato quale nuovo membro dei Jethro Tull a partire dal tour del 2020.

### The Zealot Gene,RökFlöteeCurious Ruminant(2022-oggi)
In occasione della pubblicazione del libro omnicomprensivo dei testi delle canzoni scritte da Ian Anderson per i suoi album solisti e per quelli dei Jethro Tull dal titolo Silent Singing, venne annunciata la pubblicazione del discoThe Zealot Gene, prevista per il 2022.
Il 28 Gennaio 2022 fu quindi pubblicato l'album The Zealot Gene, a 19 anni di distanza dal loro ultimo lavoro The Jethro Tull Christmas Album. Il disco raggiunse la posizione 9 nella classifica del Regno Unito, per la prima volta nella top 10 dai tempi di Thick as a Brick.
Nel 2023 è stato pubblicato il ventitreesimo album del gruppo dal titolo RökFlöte, ispirato alla mitologia norrena e anticipato il 20 gennaio dello stesso anno dal singolo Ginnungagap. Successivamente, nel 2024 venne annunciato il nuovo chitarrista del gruppo, Jack Clark. Con Jack Clark alle chitarre viene pubblicato nel 2025 il ventiquattresimo album dal titolo Curious Ruminant, in cui si registra anche il ritorno su di un brano del tastierista Andrew Giddings.

## I Jethro Tull nella cultura popolare
- Nel film Jumanji in una scena c'è la zia dei due piccoli protagonisti che, mentre fa le pulizie, ascolta in cuffia "Locomotive Breath" nella versione in studio dell'album Aqualung.
- Nella puntata 10x06 del telefilm statunitense Friends dal titolo "Il Finanziamento", Phoebe, una delle protagoniste, regala a Rachel un'agenda nella quale sono scritti i nomi di tutte le persone con le quali Phoebe aveva avuto un rapporto. Tra di essi, Rachel nota che vi è presente anche il nome della band: "Jethro Tull".
- Nel film Armageddon, la band viene citata in un dialogo: "Ciò che mi fa perdere le staffe sono quelli che pensano che Jethro Tull sia un musicista del complesso." "Chi è Jethro Tull?"
- Lo SCE Studios Santa Monica si è ispirato al celebre barbone riprodotto sulla copertina di Aqualung per creare il vecchio e pazzo Icaro che Kratos incontra nel videogioco God of War II, sviluppato per la console PlayStation 2.
- Al termine dell'episodio de I Simpson dal titolo "Le ragazze vogliono solo sommare" (17x19), Martin Prince, dopo essere stato introdotto da Lisa Simpson con "e adesso godetevi il vostro flautista!" suona con il flauto Thick as a Brick (tributo a Ian Anderson, flautista del gruppo e polistrumentista così come Martin), cantando "And the sand-castle virtues are all swept away in the tidal destruction the moral melee", ovvero "E le virtù fatte di castelli di sabbia sono tutte spazzate via nella distruzione della marea, è il caos morale", la canzone prosegue nei titoli di coda.
- La canzone Locomotive Breath, dell'album Aqualung viene utilizzata nella prima puntata dell'ottava serie di Supernatural come sigla durante il riassunto della precedente stagione, e come apertura del settimo episodio, stagione 2 della serie Fargo.
- Nella serie TV Breaking Bad Jesse chiede al fratello minore, che possiede un oboe, di suonare qualcosa dei Jethro Tull.

## Formazione

### Formazione attuale
- Ian Anderson - voce, flauto, chitarra acustica (1967–2011; 2017-oggi)
- Jack Clark - chitarra elettrica (2024-oggi)
- David Goodier - basso (2007–2011; 2017-oggi)
- John O'Hara - tastiere (2007-2011; 2017-oggi)
- Scott Hammond – batteria (2011; 2017–oggi)

### Ex membri principali
- Martin Barre - chitarra (1968-2011)
- Glenn Cornick - basso (1967-1970; morto nel 2014)
- Clive Bunker - batteria (1967-1971)
- Jeffrey Hammond - basso (1970-1975)
- John Glascock - basso (1975-1979; morto nel 1979)
- Barriemore Barlow - batteria (1971-1980)
- John Evan - tastiera (1969-1980)
- Peter-John Vettese - tastiera (1982-1986)
- Dave Pegg - basso (1979-1995)
- Doane Perry - batteria (1984-2011)

## Discografia

### Album in studio
- 1968 – This Was
- 1969 – Stand Up
- 1970 – Benefit
- 1971 – Aqualung
- 1972 – Thick as a Brick
- 1973 – A Passion Play
- 1974 – War Child
- 1975 – Minstrel in the Gallery
- 1976 – Too Old to Rock 'n' Roll: Too Young to Die!
- 1977 – Songs from the Wood
- 1978 – Heavy Horses
- 1979 – Stormwatch
- 1980 – A
- 1982 – The Broadsword and the Beast
- 1984 – Under Wraps
- 1985 – A Classic Case con London Symphony Orchestra
- 1987 – Crest of a Knave
- 1989 – Rock Island
- 1991 – Catfish Rising
- 1995 – Roots to Branches
- 1999 – J-Tull Dot Com
- 2003 – The Jethro Tull Christmas Album
- 2022 – The Zealot Gene
- 2023 – RökFlöte
- 2025 - Curious Ruminant

### Album dal vivo
- 1978 – Bursting Out
- 1990 – Live at Hammersmith '84
- 1992 – A Little Light Music
- 1995 – Jethro Tull in Concert
- 2002 – Living with the Past
- 2004 – Nothing Is Easy: Live at the Isle of Wight 1970
- 2005 – Aqualung Live
- 2007 – Live at Montreux 2003
- 2009 – Live at Madison Square Garden 1978
- 2009 – Christmas at St Bride's 2008
- 2015 – Live at Carnegie Hall 1970
- 2025 – Live From Baloise Session

### Raccolte
- 1972 – Living in the Past (album)
- 1976 – M.U. - The Best of Jethro Tull
- 1977 – Repeat: The Best of Jethro Tull - Vol. II
- 1985 – Original Masters
- 1988 – 20 Years of Jethro Tull
- 1988 – 20 Years of Jethro Tull: Highlights
- 1993 – 25th Anniversary Box Set
- 1993 – The Best of Jethro Tull: The Anniversary Collection
- 1993 – Nightcap
- 1997 – Through the Years
- 2001 – The Very Best of Jethro Tull
- 2003 – The Essential Jethro Tull
- 2007 – The Best of Acoustic Jethro Tull
- 2018 – 50 for 50
- 2018 – 50th Anniversary Collection
- 2020 – Stormwatch 2
- 2022 – Warchild II
- 2024 – The Chateau D'Herouville Session 1972
- 2025 – Songs From The Vault 1975 -1978

## Videografia

### Album video
- 1981 – Slipstream
- 1988 – 20 Years of Jethro Tull
- 1994 – A New Day Yesterday: 1969-1994 The 25th Anniversary Collection
- 2002 – Living with the Past
- 2005 – Nothing Is Easy: Live at the Isle of Wight 1970
- 2007 – Live at Montreux 2003
- 2008 – Jack in the Green: Live in Germany 1970-1993
- 2008 – Classic Artists - Their Fully Authorised Story
- 2009 – Live at Madison Square Garden 1978
- 2009 – Live at AVO Session Basel (2009)
- 2013 – Around the World Live

## Premi e riconoscimenti
Grammy Award
- 1989 - "Best Hard Rock/Metal Performance Vocal or Instrumental" con Crest of a Knave